# Власть закона (игра)
Власть закона (название на Западе — COPS 2170: The Power of Law) — компьютерная игра в жанре пошаговая стратегия/тактическая ролевая игра, разработанная компанией MiST Land South и выпущенная компанией Руссобит-М 31 марта 2004 года (на Западе выпущенная компанией Strategy First 27 января 2005 года).

## Сюжет
Игра является приквелом к игре Код доступа: Рай. Точное время действия не указывается, однако можно предположить, что до событий, описанных в игре «Код доступа „Рай“», где-то 5-10 лет. Сюжет начинается с того что Катрин, персонаж из первой части игры, только начинает свою карьеру в полиции Верхнего города. Кроме неё, игрок может взять в свою команду ещё 5 человек, от состава вашей группы будут зависеть диалоги и некоторые сюжетные повороты. Игра нелинейна.
Действие игры происходит в недалёком будущем, недавно закончилась гражданская война за Марс, впервые всю власть на Земле передали искусственному интеллекту. Как и предыдущая часть, эта игра выполнена в жанре киберпанк.

## Продолжения и улучшенные версии игр
Для игры было выпущено дополнение «Полицейские истории». Позже было выпущено специальное издание «Власть закона. Золотая коллекция», куда вошли и оригинальная игра, и дополнение, а также полный саундтрек с бонусными композициями.
Компания Играющие Кошки (Cats Who Play), основанная в 2005 г. на базе своего официального сайта открыли портал вселенной «Реальность 4.13», охватывающее событие всех игр.
С 2015 года на портале стали доступны для свободного скачивания улучшенные версии игр «Код доступа: РАЙ» (ремастер, версия 1.8.0) и «Власть закона. Золотая коллекция» (ремастер, версия 1.64.0). Улучшения данных версий коснулись поддержки современных видеокарт, высоких разрешений и операционных систем Windows 8.x и Windows 7, исправлены ошибки и прочее.
Разработка третьей части серии HTPD: Власть закона (HTPD — High Town Police Department, Полицейский департамент Верхнего города) началась в 2016 году, доступна техническая демоверсия.

## Отзывы
| Сводный рейтинг | Сводный рейтинг |
| Агрегатор       | Оценка          |
| --------------- | --------------- |
| GameRankings    | 41,50 %         |